# Contarinia oxytropiflora
Contarinia oxytropiflora är en tvåvingeart som beskrevs av Fedotova 1984. Contarinia oxytropiflora ingår i släktet Contarinia och familjen gallmyggor.
Artens utbredningsområde är Kazakstan. Inga underarter finns listade i Catalogue of Life.